# Blas Bosqued
Blas Antonio Bosqued, conocido también como Blosquet y Bosquet, (Jaca, 8 de diciembre de 1727-Jaca, 14 de noviembre de 1799) fue un compositor y maestro de capilla español.

## Biografía
Bosquet nació en el seno de una familia trabajadora de Jaca el 8 de diciembre de 1727, el segundo hijo de cinco. Sus padres fueron Melchor Blosquet, pelaire, y Helena Novés.

Blas Antonio Blosquet  [sic] hijo lego de Melchor Blosquet y de Helena Noves nació á ocho de Dece de mil setecientos veintisiete fué bautizado dhō  [sic] dia por mi D. Franco Tapia Vico. Padrinos Antonio Biñau y Orosia Lacue; no tocó esta.
Libro de bautismos, año 1727, p. 81

Creció en Jaca, en la casa familiar de la calle Santo Domingo. A pesar de no haber tradición musical en la familia, se educó, junto con su hermano —cinco años menor— Gabriel, en la capilla de música de la Catedral de Jaca, ingresando como infante el 16 de octubre de 1739. En la capilla recibió una educación completa y la manutención de forma estable y gratuita, por lo que eran posiciones buscadas por familias de las capas más bajas y clases medias. Es muy posible que los contactos del organista de la Catedral, Vicente Andrés, con Melchor Bosqued, tío de Blas, en la cofradía de Nuestra Señora de la Cueva fueran determinantes para la admisión de los hermanos.
Se educó desde los once años con el maestro de capilla Joseph Conejos, donde no solo cantaba en la escolanía, sino que también copiaba de composiciones, siendo la primera que se conserva una obra de Conejos en 1743. Esto se vio más tarde en las composiciones de Bosqued, que de esta forma recibió influencias de los maestros de capilla de La Seo y El Pilar, además de los maestros de Huesca y otras iglesias aragonesas, españolas y extranjeras. En 1746, con diecinueve años, fue nombrado infante mayor, lo que conllevaba mayores responsabilidades.
En 1750, tras la partida del maestro Conejos, se organizaron unas oposiciones para sustituirlo. Se presentaron, aparte de Blas Bosqued, Valero Suárez y Miguel Iribarren.

Ittem: propuso el Sr Dean como concurrían a la oposición de Mo de Capilla de esta S.I D Valero Suarez, D Miguel Iribarren y D Blas Bosquet Infante Mayor de esta Sta Iga y que el Organista de San Juan de la Peña decía no podía concurrir a se examinador. Y se resolvió que se encargase el examen a D Vicente Andres Organista de esta Sta Iga y se trato y dispuso el modo para asegurar fuese con toda justificación.
Actas capitulares de la Catedral de Jaca, 11 de abril de 1750

Tanto Valero Suarez como Miguel Iribarren presentaron alegaciones, considerando que se había dado preferencia a Blas Bosqued, pero sin efecto.

[...] Propuso el Sr Dean como se havia dado fin al examen de Maestro de Capilla en la forma q se havia dispuesto para asegurar fuesse con la mayor justificación y equidad. Y que según explicaban los SS Capitulares y Opositores parecía conveniente hacer elección quanto antes por no detenerlos mas 
[...]
 I el examinador D Vicente Andres dava por tanto el informe y graduación que havia formado en fuerza del examen practicado y haviendolo leído y allado por fin en primer lugar a D Blas Bosquet, en segundo a D Valero Suarez y en tercero a D Miguel Iribarren, se resolvió votar, para la elección de la Racion de Maestro de Capilla en uno de estos tres sujetos y haviendose practicado registro el Organillo por los SS Dean, Doctoral y Tapia secretario y se allo tener D Valero Suarez cinco votos, D Miguel Iribarren un voto y D Blas Bosquet seis votos, y un voto en otra casetilla q no quiso votar, con que quedo electo para dicha Racion y Maestro de Capilla de esta Sa Iglesia D BLAS BOSQUET.
Actas capitulares de la Catedral de Jaca, 14 de abril de 1750

El 14 de abril de 1750 tomó posesión del cargo de maestro de capilla de la Catedral de Jaca. Su hermano Gabriel se trasladó ese mismo año a Sallent de Gállego, para ser organista. Durante su magisterio se intensificó el cambio de estilo musical en la capilla de música de la metropolitana jacetana. Comenzado con Francisco Viñas y Joseph Conejos, la influencia italiana fue aumentando, lo que se tradujo en una lenta sustitución de los bajoncillos, chirimías, sacabuches y clarines por el oboe y las trompas, además de la aparición del violín y de arias y recitativos.
Falleció en Jaca a los 71 años, el 14 de octubre de 1799, tras ostentar durante casi cincuenta años el cargo. Fue sucedido en sus funciones por el organista Joaquín Barsala.

Item lei un memorial del Organista Barsala en que pide q por suplir las funciones de Maestro de Capilla se le siguen algunos gastos i trabajos i en esta atencion se le consigan distintas disposiciones en los gajes, i Funciones q este tiene lo q parecio bien, pero habra de convenierse amigablemente con los demas individuos de la misma capilla.
Actas capitulares de la Catedral de Jaca, 18 de mayo de 1801

## Obra
En la catedral de Jaca se conservan más de cuatrocientas obras corales: 60 en latín y 372 en lengua vernácula. De las 122 cantatas de Bosqued conservadas, hay 24 cantatas propiamente dichas, 60 arias, 25 dúos, 6 óperas (3 a Santa Orosia, 2 al Nacimiento y 1 al Santísimo Sacramento) y 7 pastorales.